# Seyðisfjarðarkaupstaður
Seyðisfjarðarkaupstaður is een gemeente in het oosten van IJsland in de regio Austurland. De gemeente heeft 726 inwoners (in 2006) en een oppervlakte van 213 km². De grootste en enige plaats in de gemeente is het stadje Seyðisfjörður.
Seyðisfjarðarkaupstaður · Fjarðabyggð · Vopnafjarðarhreppur · Fljótsdalshreppur · Borgarfjarðarhreppur · Breiðdalshreppur · Djúpavogshreppur · Fljótsdalshérað · Hornafjörður